# Orgel von San Vicente (San Sebastián)
Die Orgel von San Vicente (San Sebastián) wurde 1868 von Aristide Cavaillé-Coll erbaut und gehört zu den wichtigsten romantischen Instrumenten Gipuzkoas.

## Baugeschichte
Die Orgel wurde 1868 als zweimanualiges Instrument (Hauptwerk mit 12 und Schwellwerk mit 8 Registern) mit insgesamt 24 Registern rechtwinklig zur Empore erbaut. Eugène Puget erweiterte sie 1890 um ein schwellbares Positiv mit 9 Registern; dem Prospekt fügte er zwei Pedaltürme hinzu und versetzte das Instrument an die Emporenrückwand, ferner baute er einen neuen Spieltisch. 1893 folgte die Orgelweihe mit Alexandre Guilmant.
1903 überarbeitete Charles Mutin, der inzwischen die Werkstatt Cavaillé-Colls übernommen hatte, die Orgel; hierbei wurde besonders die Intonation des neuen Positivs „in der Ästhetik des Hauses Cavaillé-Coll“ verändert. Von einer Restaurierung dreißig Jahre später zeugt eine Gedenktafel aus den 1930er Jahren:

«El Fundador y culto director de la Schola Cantorum Dr. Juan Muoña, generoso bienhechor de esta Parroquía, costeó la restauracinó de este organo.
El afamado D. Fernando Prince lo realizó. Junio de 1931.»

„Der Gründer und spirituelle Leiter der Schola Cantorum Dr. Juan Mouña, ein großzügiger Wohltäter dieser Pfarrei, bezahlte die Restaurierung dieser Orgel. Der berühmte Herr Ferdinand Prince führte diese Arbeit durch. Juni 1931.“

Im Jahre 1963 wurde bei einer Restaurierung durch José M. Galdós, Alejandro Usabiaga und Ignacio Caucal aus Hernani die Mixtur des Hauptwerks verändert. Ebenfalls durch Usabiaga kam es 1980 zu einer Instandsetzung. 2000 konnte die Orgel schließlich umfassend restauriert werden. Ziel der Arbeiten von Renaud-Ménoret aus Nantes war die Wiederherstellung des Zustandes von 1903, erweitert um ein akustisches 32′-Register im Pedal.

## Disposition seit 2000
| I Gran Organo C–g3 |     |    |
| Principal          | 16′ | P  |
| Bordón             | 16′ | CC |
| Principal          | 8′  | CC |
| Flauta Armónica    | 8′  | CC |
| Salicional         | 8′  | CC |
| Bordón             | 8′  | CC |
| Octava             | 4′  | CC |
| Tapadillo          | 4′  | CC |
| Quincena           | 2′  | CC |
| Compuestas II–V    |     | RM |
| Fagot              | 16′ | CC |
| Trompeta Real      | 8′  | CC |
| Clarín             | 4′  | CC |

| II Positivo (schwellbar) C–g3 |    |    |
| Diapasón                      | 8′ | P  |
| Bordón Armónico               | 8′ | RM |
| Unda Maris                    | 8′ | P  |
| Violoncello                   | 8′ | P  |
| Bascatibia                    | 4′ | RM |
| Carillon III                  |    | P  |
| Trompeta                      | 8′ | P  |
| Clarín                        | 4′ | P  |
| Clarinete                     | 8′ | CC |
|                               |    |    |
| Trémolo                       |    |    |

| III Recitativo expresivo (schwellbar) C–g3 |    |      |
| Flauta Armónica                            | 8′ | CC   |
| Viola de Gamba                             | 8′ | CC   |
| Voz Celeste                                | 8′ | CC   |
| Flauta Octaviante                          | 4′ | CC   |
| Octavín                                    | 2′ | CC   |
| Trompeta Armónica                          | 8′ | P    |
| Fagot-Oboe                                 | 8′ | CC   |
| Voz Humana                                 | 8′ | CC/P |
|                                            |    |      |
| Trémolo                                    |    |      |

| Pedal C–g3     |                   |    |
| Subajo         | 32′ (16′+10 2⁄3′) | RM |
| Contrabajo     | 16′               | CC |
| Subajo         | 16′               | M  |
| Flauta Abierta | 8′                | CC |
| Bombarda       | 16′               | CC |
| Trompeta Real  | 8′                | CC |

- Koppeln: I/P; II/P; III/P; II/I; III/I; III/II. Octavas graves II/I; III/I.
- Spielhilfen: Llamadas de Lengüetería: General, I, II, III, P.

Anmerkungen:
CC = Aristide Cavaillé-Coll 1868
P = Eugène Puget, 1890
M = Mutin-Cavaillé-Coll 1903
RM = Renaud-Ménoret 2000

## Aufnahmen/Tonträger
- Charles Tournemire – « Suite de morceaux pour orgue ». Korschenbroich 2004, Aeolus AE 10291, CD (Michelle Leclerc).
- Luís Urteaga – Organ Works. Korschenbroich 2006, Aeolus AE 10581, CD (Esteban Elizondo Iriarte).